# Vogogna
Vogogna là một đô thị tại trung tâm Val d’Ossola thuộc tỉnh Verbano Cusio Ossola, Piedmont, Italia, có cự ly khoảng 20 km về phía tây bắc của Verbania. Đô thị này có dân số 1.702 người chủ yếu tập trung tại thị trấn Vogogna. Đô thị này có diện tích 15,28 km², một phần nằm trong vườn quốc gia Val Grande. Các đơn vị dân cư ngoại vi (frazioni) thuộc đô thị này có Prata, Dresio và Genestredo.
Các đô thị giáp ranh là Beura-Cardezza, Pallanzeno, Piedimulera, Pieve Vergonte và Premosello-Chiovenda.

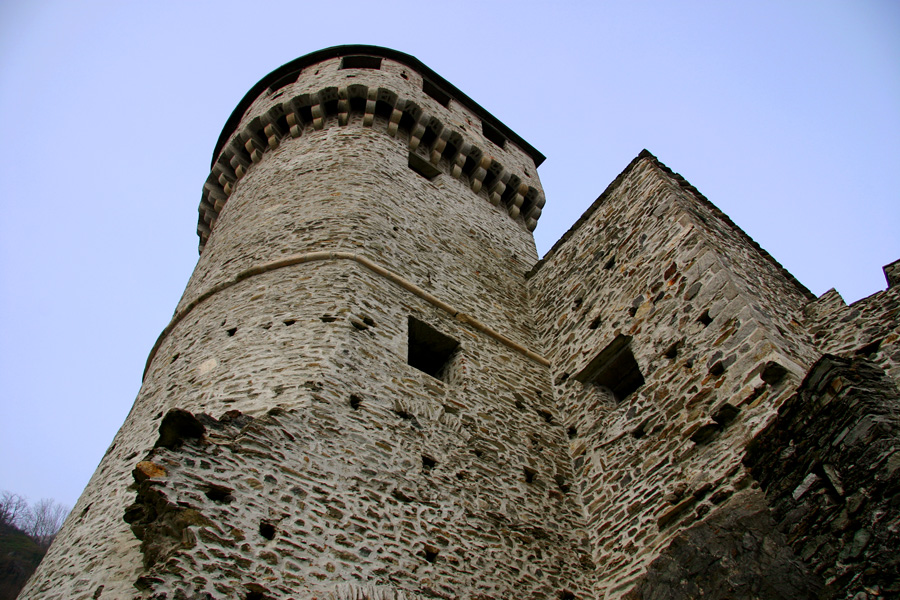
Castello Visconteo

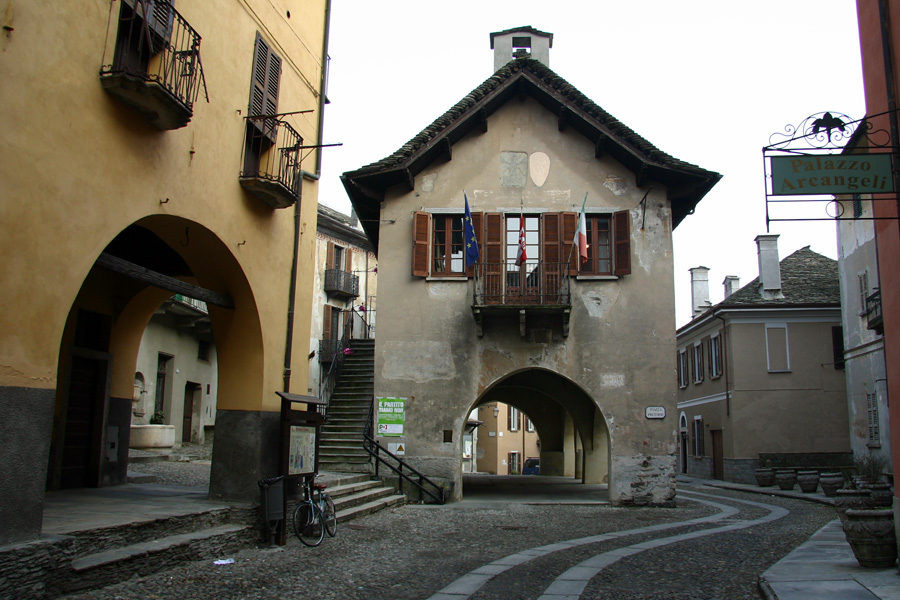
Palazzo Pretorio